# Bernard Anthony Harris
Bernard Anthony Harris dr. (Temple, Texas, 1956. június 26. –) amerikai űrhajós.

## Életpálya
1978-ban az University of Houston keretében biológiából diplomázott. 1982-ben a Texas Tech University keretében orvosi diplomát szerzett. 1988-ban orvosbiológiai tudományokból az  University of Texas Medical Branch keretében megvédte doktori diplomáját. Privát pilóta jogosítvánnyal rendelkezik. A NASA Johnson Space Center (JSC) klinikáján tudósként sebészettel és az űrrepülés klinikai vizsgálataival foglalkozott.
1990. január 17-től a Lyndon B. Johnson Űrközpontban részesült űrhajóskiképzésben. Két űrszolgálata alatt összesen 18 napot, 6 órát és 8 percet (438 óra) töltött a világűrben. Az első afroamerikai aki űrsétát hajtott végre, és a második, aki több Space Shuttle küldetést teljesített. Űrhajós pályafutását 1996. április 15-én fejezte be. 1996-tól a SpaceHab kutatásprogramját irányította. 1998-ban megalapította a Harris Alapítványt. 1999-ben a Master of Business Administration (MBA) keretében vezetői diplomát szerzett.

## Űrrepülések
- STS–55, a Columbia űrrepülőgép 14. repülésének küldetés specialista. Spacelab küldetését a DFVLR német űrügynökség szponzorálta. Az amerikai/német legénység két váltásban napi 24 órán keresztül dolgozott a tervezett 88 kísérlet elvégzésén az alábbi tudományágakban: folyadékok fizikája, anyagtudományok, élet– és biológiatudomány, földmegfigyelés, légkörfizika és csillagászat. Negyedik űrszolgálata alatt összesen 9 napot, 23 órát és 40 percet (240 óra) töltött a világűrben. 6 701 603 kilométert (4 164 183 mérföldet) repült, 160-szor kerülte meg a Földet.
- STS–63, a Discovery űrrepülőgép 20. repülésének  küldetés specialista. Az első amerikai repülés a Mir űrállomásra, telepítették az illeszkedő amerikai dokkoló modult. Harmadik űrszolgálata alatt összesen 8 napot, 6 órát és 28 percet (198 óra) töltött a világűrben. 4 816 454 kilométert (2 992 806 mérföldet) repült, 129-szer kerülte meg a Földet.